# Bredevoorter Fehde
Die Bredevoorter Fehde, auch als große Bredevoorter Fehde oder geldrische Fehde bezeichnet, war ein mittelalterlicher, rund zehn Jahre andauernder Konflikt um die Rechte an der Herrschaft Lohn, deren letzter Graf Hermann II. 1316 gestorben war. Als Gegner standen sich Rainald II. aus der Grafschaft Geldern und Ludwig II., Fürstbischof des Hochstifts Münster, gegenüber. Der Streit, der weite Teile des Westmünsterlandes in Mitleidenschaft zog, wurde am 28. Juni 1326 mit dem Friedensschluss von Wesel beigelegt. Als Folge geriet die Herrlichkeit Bredevoort in den Einflussbereich Gelderns.

## Vorgeschichte

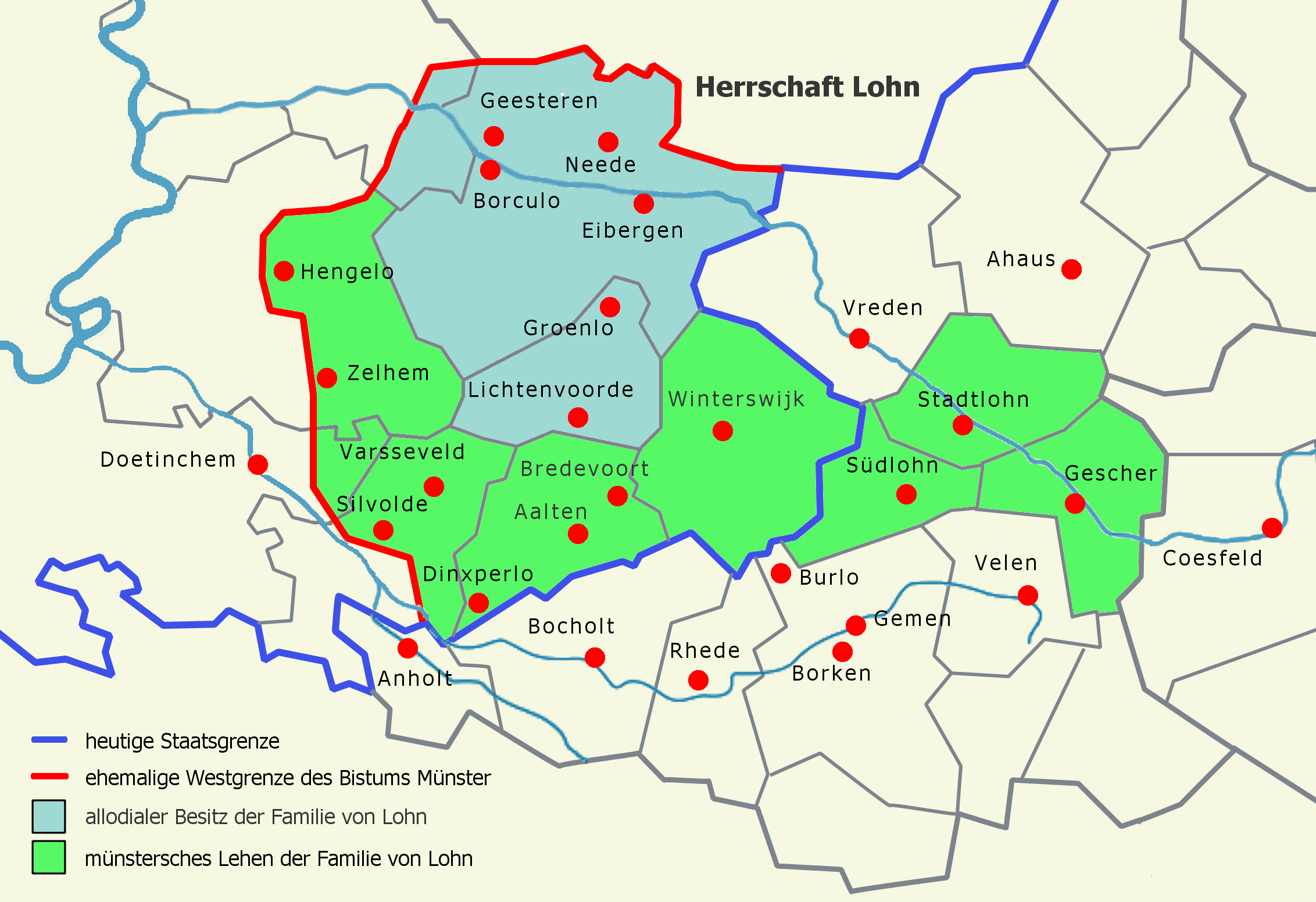
Die Herrschaft Lohn um 1250

Die Edelherren von Lohn besaßen umfangreiche Besitztümer beiderseits der heutigen deutsch-niederländischen Grenze im Bereich des Kreises Borken und des Achterhoeks. Ihre dort gelegene Herrschaft konnten sie 1238 beträchtlich erweitern, als sie Burg Bredevoort zusammen mit Ludolf von Steinfurt jeweils zur Hälfte erbten. Im Streben nach Unabhängigkeit von den Münsteraner Fürstbischöfen trugen sie 1246 und 1255 ihren Anteil an der Burg und einige im Achterhoek gelegene Pfarreien dem geldrischen Grafen Otto II. zum Lehen auf. Die andere Hälfte der Burg gehörte seit 1284 dem Hochstift Münster, nachdem Balduin I. von Steinfurt seinen Anteil an den Bischof von Münster verkauft hatte. Damit waren Rainald von Geldern und Bischof Ludwig zu gleichen Teilen Eigentümer auf Bredevoort geworden. Die Residenz Burg Lohn der gleichnamigen Herren im heutigen Stadtlohn, eine Gründung des Bischofs Werner von Steußlingen, war ebenfalls ein münstersches Lehen.
Nach dem Tode des letzten Dynasten Hermann II. im Jahr 1316 erbten dessen Neffen Johann und Otto von Ahaus die Herrschaft Lohn. Die Ahauser Brüder verkauften die Herrschaft noch im selben Jahr für 950 bzw. 600 Mark an das Hochstift Münster weiter, ohne die der Grafschaft Geldern zustehenden Rechte auf Burg, Stadt und Land von Bredevoort zu beachten. Diese Rechte wurden von Bischof Ludwig II. auch nicht anerkannt, da sich Gottschalk II. von Lohn die mit dem bischöflichen Amtshof Lohn verbundene Gerichtsbarkeit in diesem Gebiet angemaßt hatte. Damit war der Konflikt, der als Bredevoorter Fehde in die Geschichte eingehen sollte, vorgezeichnet.
Wie wichtig dem Bischof der Erwerb der Herrlichkeit Lohn mitsamt dem Bredevoorter Teil war, sieht man daran, dass er den Ahauser Edelherren die Gogerichte in Wessum, Wüllen und bei Vreden, die Burgen Landegge und Fresenburg sowie die Ämter Horstmar und Rheine pfandweise überließ, da er den Kaufpreis ansonsten nicht hätte aufbringen können.

## Die Fehde
Eine gütliche Einigung im Dezember 1316 schlug fehl, denn Rainald von Geldern erwarb die bei Ramsdorf im Westmünsterland in der Bauerschaft Holthausen gelegene Herrschaft Barnsfeld (Bermentfelde) und erhob Anspruch auf das am Rande des Höhenzugs Die Berge zwischen Gemen und Ramsdorf gelegene Große Gogericht zum Homborn. Ludwig II. reagierte, indem er Ramsdorf mit Gräben und einem Palisadenzaun befestigen ließ. Am 25. Mai 1319 wurde das Dorf zum Wigbold erhoben. 1321 ordnete der Fürstbischof an, dass alle Kirchspiele mit Landwehren zu befestigen seien und die Bewohner wehrfähig sein mussten. Für seine Seite konnte Ludwig Gottfried von Arnsberg, Bischof von Osnabrück, die Grafen von Waldeck und Sayn, die Edelherren zur Lippe sowie Erzbischof Heinrich von Köln und dessen Neffen, Graf Robert III. von Virneburg, Marschall von Westfalen, gewinnen. Rainald II. wurde von den Bischöfen in Utrecht und Lüttich, den Grafen von Jülich, Berg, Artois und Flandern, König Johann von Böhmen und Graf Wilhelm von Holland unterstützt.
Im Sommer 1322 eroberte und besetzte Reinald II. die Burg Bredevoort, von wo aus er einige Raubzüge ins westliche Münsterland unternahm, die mit schweren Plünderungen und Verwüstungen einhergingen. Am 23. März 1323 überfiel eine Abordnung Borkener Schützen unter der Führung von Hendrick de Wynen ein geldrisches Heer im Letter Bruch bei Coesfeld. Sie erschlugen 86 Soldaten Rainalds und nahmen viele Gefangene, darunter Reinald von Kleve.
Bischof Ludwig von Münster geriet in Gefangenschaft, als er bei einem Ausfall gegen die Stadt Hamm am 17. Mai 1323 bei Mersch in die Hände des ebenfalls mit Geldern verbündeten Grafen von der Mark fiel. Erst gegen Zahlung von 5500 Mark und die Auflage, die Burgen Rheine und Dornburgh(?) schleifen zu lassen, kam Ludwig am 13. November 1323 frei. Da er das Lösegeld nur zu einem Bruchteil aufbringen konnte, musste er Engelbert II. von der Mark die Burg Botzlar (Selm) und die Gerichte Olfen und Werne überlassen. Auch kam Ludwig nicht umhin, dem Papst gegenüber seine Zahlungsunfähigkeit einzugestehen.
1324 überfiel Rainald II. von Geldern die zwischen dem Erzbistum Köln und dem Hochstift Münster geteilte Stadt Vreden. Seine Soldaten verwüsteten den münsterischen Teil, ließen die kölnische Seite jedoch unbehelligt. Der zerstörte Teil wurde nicht wieder aufgebaut. Die münsterschen Truppen besetzten die Herrschaft Barnsfeld. Am 1. September 1323 standen sich bei Coesfeld die Heere des Fürstbischofs und des geldrischen Grafen kampfbereit gegenüber. In letzter Minute gelang es König Johann von Böhmen und Graf Wilhelm von Holland die Schlacht zu verhindern. Ihr Kompromiss sah vor, dass Johann III. von Diest, Bischof von Utrecht, als Schiedsmann den Streit schlichten sollte. Johann sprach Bredevoort gegen eine Entschädigung von 500 Mark dem Grafen von Geldern zu. Zu den übrigen Streitpunkten, darunter die Klärung des Status von Barnsfeld und die Zugehörigkeit des Großen Gogerichts zum Homborn, wollte Johann von Diest kein Urteil fällen. Allerdings fand der Schiedsspruch keine Akzeptanz, und Rainald setzte seine Raubzüge im Münsterland fort. Die dabei entstandenen Schäden wurden am 25. April 1325 von münsterischer Seite mit 3000 Mark veranschlagt.

## Friede von Wesel
Ein endgültiger Friedensschluss erfolgte erst am 28. Juni 1326 zu Wesel durch Dietrich IX. von Kleve und seinen Bruder Johann, der zu dieser Zeit Domdechant in Köln war. Danach fiel Burg Bredevoort an den Utrechter Bischof Johann III. von Diest. Auf der anderen Seite wurde die Herrschaft Barnsfeld gegen eine Entschädigung von 3500 Mark dem Hochstift Münster zugeschlagen. Um diese Summe aufzubringen, sah sich der chronisch knappe Fürstbischof gezwungen, die damit entstehende Herrlichkeit Bredevoort sowie seine Freistühle in Winterswijk, Aalten und Dinxperlo dem Grafen von Geldern zu verpfänden. Da das Pfand nie eingelöst wurde, gelangte die Herrlichkeit Bredevoort letztendlich unter geldrischen Einfluss.